# 翁泓陽
翁 泓陽（おう おうよう、ウェン・ホンヤン、英語: Weng Hongyang、1999年6月18日 - ）は、中華人民共和国の男子バドミントン選手。

## 経歴

### 2022年
4月の韓国オープンでは、決勝に進出し、世界ランク8位のジョナタン・クリスティーを破って優勝した。BWFワールドツアー初タイトル獲得となった。
3週間後のアジア選手権では、準々決勝で世界ランク5位のアンソニー・シニスカ・ギンティンを破って準決勝に進出するが、その後世界ランク7位のリー・ジージャに敗れ銅メダルとなった。

### 2023年
5月のマレーシア・マスターズでは、2回戦で世界ランク2位のアンソニー・シニスカ・ギンティンを破るなどし決勝に進出するが、世界ランク9位のプラノイ H.S.に敗れ準優勝となった。
8月のオーストラリア・オープンでは、1回戦から世界ランク4位の奈良岡功大を破り、決勝では世界ランク9位のプラノイH.S.をファイナルデュースで破って優勝した。
10月のデンマーク・オープンでは、準決勝で同胞で世界ランク4位の石宇奇を破り、決勝ではマレーシアのリー・ジージャを破って優勝。BWFワールドツアー初のスーパー750以上のタイトルとなった。